# BEST of image
『BEST of image』（ベスト・オブ・イマージュ）は、2013年10月23日にソニー・ミュージックエンタテインメント (日本)から発売されたイージー・リスニング・ニューエイジ・ミュージックのコンピレーション・アルバム。『image』シリーズ初のベスト盤。規格品番：SICC-1633。CDの発売に先駆け、同年1月30日に音楽配信にて先行発売され、2018年3月7日にはハイレゾ（24ビット/96kHz,FLAC形式）仕様でも発売された。

## 収録曲
以下のリストは、発売元のソニーミュージックの同CDのサイト及びmoraの同アルバム販売サイトを基に記述したものである。

＊は、ハイレゾ配信に於いては、CDマスター音源からハイレゾ配信用にリマスタリングしたのが使われている。
1. 鳥山雄司「The Song Of Life」
  - 『Image』収録曲
2. 葉加瀬太郎「エトピリカ」＊
  - 『Image』収録曲
3. 大島ミチル featuring 宮本文昭「風笛」＊
  - 『Image』収録曲
4. ロドリーゴ・レアン&ヴォックス・アンサンブル「アヴェ・ムンディ」＊
  - 『Image』収録曲
5. ウェイウェイ・ウー featuring 鳥山雄司&武部聡志「JIN -仁- Main Title (トリオ・ ヴァージョン)」
  - 初収録
6. ヨーヨー・マ「リベルタンゴ」＊
  - 『Image』収録曲
7. 小松亮太「風の詩～THE 世界遺産」
  - 『Image11』収録曲
8. ジェイク・シマブクロ「フラガール -アコースティック・ヴァージョン-」
  - 『image6』収録曲
9. 加古隆「パリは燃えているか」＊
  - 『Image』収録曲
10. ゴンチチ「放課後の音楽室」＊
  - 『Image』収録曲
11. 古澤巌 with アサド兄弟「ニュー・シネマ・パラダイス」＊
  - 『Image』収録曲
12. モートン・グールド「So in Love」（モノラル）[注 1]
  - 『Image10』収録曲
13. ジェームズ・ホーナー「ローズ」＊
  - 『Image』収録曲
14. 宮本笑里「Les enfants de la Terre～地球のこどもたち～」
  - 『image8』収録曲
15. 松谷卓「TAKUMI/匠」＊
  - 『Image3』収録曲
16. 葉加瀬太郎 with 小松亮太「情熱大陸」＊
  - 『Image』収録曲
17. 羽毛田丈史「地球に乾杯(スペシャルヴァージョン)」＊
  - 初収録（通常バージョンは、『Image』に収録。）